# کیم سونگ-گی
کیم سونگ-گی (انگلیسی: Kim Song-gi؛ زادهٔ ۲۳ اکتبر ۱۹۸۸) بازیکن فوتبال اهل کره شمالی است.
از باشگاه‌هایی که در آن بازی کرده‌است می‌توان به باشگاه فوتبال ویسل کوبه و باشگاه فوتبال سرزو اوساکا اشاره کرد.
وی همچنین در تیم ملی فوتبال کره شمالی بازی کرده‌است.